# Seguros Bolivar Open Bogotá 2008
Il Seguros Bolivar Open Bogotá 2008 è stato un torneo di tennis facente parte della categoria ATP Challenger Series nell'ambito dell'ATP Challenger Series 2008. Il torneo si è giocato a Bogotà in Colombia dal 7 al 13 luglio 2008 su campi in terra rossa e aveva un montepremi di $125 000.

## Vincitori

### Singolare
Mariano Puerta ha battuto in finale  Ricardo Hocevar con il punteggio di 7–6(2), 7–5

### Doppio
Xavier Malisse /  Carlos Salamanca hanno battuto in finale  Juan Sebastián Cabal /  Michael Quintero 6–1 6–4